# إريك كارير
إريك كارير (بالفرنسية: Eric Carrière) (24 مايو 1973 في أرييج) لاعب كرة قدم فرنسي يلعب حاليا لصالح نادي الدرجة الثانية ديجون في مركز الوسط المهاجم حيث أنه يجيد صناعة الألعاب وتنفيذ الركلات الحرة المباشرة، ركلات الجزاء، والركلات الركنية . كما يجيد تسجيل الأهداف وتمرير الكرات البينية التي تربك خط دفاع الفريق الخصم .

## المسيرة الرياضية
بدأ مسيرته الرياضية في نادي نانت في سنة 1996 وساهم في تحقيق بطولة دوري الدرجة الأولى موسم 2000-2001 وبطولة كأس فرنسا سنتي 1999 و2000 ثم انتقل إلى نادي ليون سنة 2001 حيث قادهم إلى تحقيق بطولة الدوري الدرجة الأولى 3 مرات متتالية من موسم 2001-2002 إلى موسم 2003-2004. انتقل إلى نادي لنس في سنة 2004 ولم يستطع مساعدة الفريق في تجنب الهبوط إلى الدرجة الثانية في موسم 2007-2008. في 26 يونيو 2008 قرر الانتقال إلى نادي ديجون حيث وقع معهم على عقد يمتد لسنتين.
شارك مع منتخب فرنسا في 10 مباريات دولية مسجلا 5 أهداف وكان ضمن تشكيلة منتخب فرنسا الفائز ببطولة كأس القارات 2003.
على المستوى الشخصي فهو متزوج من ريتشل ولديه منها ابنة واحدة اسمها لولا (4 مارس 2004).

## روابط خارجية
- إريك كارير على موقع الاتحاد الدولي (مؤرشف)  (الإنجليزية)
- إريك كارير على موقع الاتحاد الأوربي (الإنجليزية)
- إريك كارير على موقع قاعدة بيانات كرة القدم.إي يو (الإنجليزية)
- إريك كارير على موقع بيانات كرة القدم. دي إي (الألمانية)
- إريك كارير على موقع ليكيب (الفرنسية)
- إريك كارير على موقع ناشيونال فوتبول تيمز (الإنجليزية)
- إريك كارير على موقع Soccerbase.com (لاعب) (الإنجليزية)
- إريك كارير على موقع Soccerway.com (الإنجليزية)
- إريك كارير على موقع عالم كرة القدم.نت (الإنجليزية)